# خانه رئوفی
خانه رئوفی مربوط به اواخر دوره قاجار است و در قزوین، خیابان شهداء، شمال مسجدجامع واقع شده و این اثر در تاریخ ۱۹ مهر ۱۳۷۸ با شمارهٔ ثبت ۲۴۶۰ به‌عنوان یکی از آثار ملی ایران به ثبت رسیده است.
این خانه در سال ۱۲۲۲ شمسی در دوره ناصری ،توسط خاندان رئوفی که از تجار و بازاریان معتبر قزوین بودند، ساخته شده و سه نسل از این خاندان در آن زندگی کرده‌اند.
این بنای تاریخی که بخش‌هایی از آن در اثر مرور زمان و تعریض معابر اطراف آن، از بین رفته، پس از تملک توسط میراث فرهنگی، این خانه به عنوان خانه صنایع دستی استان قزوین نام گرفته ،
و در سال ۱۴۰۱ با سرمایه‌گذاری و اقدامات مرمتی خانم سهیلا اسکندری در بخشهای مختلف فرهنگ و هنر مشغول به فعالیت میباشد.
این خانه با داشتن فضاهایی همچون :
_خانه خلاق 
_نگارخانه خانه 
_فروشگاه صنایع دستی
_کارگاه های تولید صنایع دستی و آثار هنری 
_کارگاههای آموزشی 
_چاشت گاه(جهت پذیرایی از گردشگران)ً

این عمارت همه روزه از ساعت ۹ صبح برای بازدید به روی گردشگران باز است همچنین میهمانخانه عمارت همه روزه آماده میزبانی از میهمانان خانه است.